# Love and Pain and the Whole Damn Thing
Pour plus de détails, voir Fiche technique et Distribution.
Love and Pain and the Whole Damn Thing est un film américain réalisé par Alan J. Pakula, sorti en 1973.

## Fiche technique
- Titre : Love and Pain and the Whole Damn Thing
- Réalisation : Alan J. Pakula
- Scénario : Alvin Sargent
- Photographie : Geoffrey Unsworth
- Montage : Russell Lloyd
- Musique : Michael Small
- Pays d'origine : États-Unis
- Genre : comédie dramatique
- Date de sortie : 1973

## Distribution
- Maggie Smith : Lila Fisher
- Timothy Bottoms : Walter Elbertson
- Jaime de Mora y Aragón : le Duc
- Emiliano Redondo (en) : le gentleman espagnol
- Charles Baxter : Dr Elbertson